# Stanowice (gromada)
Stanowice – dawna gromada, czyli najmniejsza jednostka podziału terytorialnego Polskiej Rzeczypospolitej Ludowej w latach 1954–1972.
Gromady, z gromadzkimi radami narodowymi (GRN) jako organami władzy najniższego stopnia na wsi, funkcjonowały od reformy reorganizującej administrację wiejską przeprowadzonej jesienią 1954 do momentu ich zniesienia z dniem 1 stycznia 1973, tym samym wypierając organizację gminną w latach 1954–1972.
Gromadę Stanowice z siedzibą GRN w Stanowicach utworzono – jako jedną z 8759 gromad na obszarze Polski – w powiecie świdnickim w woj. wrocławskim, na mocy uchwały nr 28/54 WRN we Wrocławiu z dnia 2 października 1954. W skład jednostki weszły obszary dotychczasowych gromad Stanowice, Olszany, Międzyrzecze, Pasieczna i Grochotów ze zniesionej gminy Stanowice w tymże powiecie. Dla gromady ustalono 23 członków gromadzkiej rady narodowej.
1 stycznia 1960 do gromady Stanowice włączono wieś Modlęcin ze zniesionej gromady Granica w tymże powiecie.
31 grudnia 1961 do gromady Stanowice włączono wieś Czechy ze zniesionej gromady Pastuchów w tymże powiecie.
1 lipca 1968 gromadę zniesiono, a jej obszar włączono do gromad: Jaworzyna Śląska (wsie Czechy i Pasieczna) i Strzegom (wsie Międzyrzecze i Stanowice) oraz do znoszonej gromady Ciernie (wsie Grochotów, Modlęcin i Olszany) w tymże powiecie.